# انتخابات الرئاسة البلغارية 2011
انتخابات الرئاسة البلغارية 2011 هي الانتخابات الرئاسية التي جرت في 23 أكتوبر 2011، و30 أكتوبر 2011، في بلغاريا، لانتخاب رئيس بلغاريا، فاز بالانتخابات روسن بليفنلييف.